# The Club (jeu vidéo)
 (novembre 2018).
Si vous disposez d'ouvrages ou d'articles de référence ou si vous connaissez des sites web de qualité traitant du thème abordé ici, merci de compléter l'article en donnant les références utiles à sa vérifiabilité et en les liant à la section « Notes et références ».
The Club est un jeu vidéo de tir à la troisième personne sorti en 2008 sur PlayStation 3, Xbox 360 et PC développé par Bizarre Creations et édité par Sega. Le principe du jeu est de tuer le maximum d'adversaires dans un niveau et de faire le meilleur score possible. Ce jeu est déconseillé aux enfants ayant moins de 18 ans.

## Synopsis
The Club est une organisation qui recrute des marginaux pour prendre part à des combats clandestins dont l'issue est sans appel : la victoire ou la mort.

## Modes de jeu
Le jeu contient 3 modes de jeu:
le mode tournoi où le joueur doit battre le score d'adversaires contrôlés par l'ordinateur, le mode match simple où le joueur choisit un niveau débloqué et peut le refaire, le mode sur mesure où le joueur peut choisir de refaire un niveau débloqué en personnalisant son arme, la difficulté du niveau ou le type de match.

## Types de matches
Il existe plusieurs types de matches dans le jeu :
SPRINT où le joueur doit se battre jusqu'à ce qu'il trouve la sortie du niveau, ASSAUT où le joueur doit se défendre contre des vagues d'ennemis successives tout en restant dans une zone balisée, CONTRE LA MONTRE où le joueur doit faire plusieurs tours d'un circuit prédéfini avant la fin du temps, SURVIE où le joueur doit rester en vie jusqu'à la fin du temps, DANS LES TEMPS où le joueur doit se battre et trouver la sortie avant la fin du temps.

## Personnages
- Seager: Il a tout fait: les sports extrêmes, les courses clandestines, la boxe à mains nues, la roulette russe, etc. il repousse constamment ses limites et cherche maintenant d'autres défis à relever, tant au niveau physique que mental.

- Killen: l'un des rares survivants du jeu et l'homme détenant le record criminel de l'organisation. C'est une légende au sein de The Club et les gros bonnets sont près a tout pour l'avoir.

- Adjo: Aucun homme recruté par le club n'est un enfant de chœur mais quoique Adjo ait pu faire, il essaie à présent de s'en absoudre.

- Kuro: The club croit que Kuro est un assassin recherché au niveau international et un terroriste. mais c'est en fait un agent infiltré avec une identité volée.

- Nemo: Le secret inavoué de The club.

- Dragov: Chasseur et trappeur sibérien à la carrure de montagnard. Il est le criminel le plus recherché de toute la Russie.

- Renwick: Policier New-yorkais robuste et pragmatique avec 30 ans d'expérience à son actif. Il est l'un des flics les plus décorés de la police.

- Finn: Aventurier qui aime prendre de gros risques et qui joue avec le feu bien plus qu'il ne devrait.